# Cathreen Ngwang
Cathreen Ngwang ist eine ehemalige kamerunische Leichtathletin, die im Mittel- und Langstreckenlauf an den Start ging.

## Sportliche Laufbahn
Cathreen Ngwang startete 1996 bei den Afrikameisterschaften in Yaoundé und gewann dort in 19:27,39 min die Bronzemedaille im 5000-Meter-Lauf hinter ihren Landsfrauen Florence Djépé und Marie Python.
2000 wurde Ngwang kamerunische Meisterin im 1500-Meter-Lauf sowie 1996, 2000 und 2001 über 5000 Meter.